# BLUE (千葉コズエの漫画)
『BLUE』（ブルー）は、千葉コズエによる日本の漫画。『Sho-Comi』（小学館）にて、2009年19号から2011年19号まで掲載された。単行本は全8巻。

## 概要
サブタイトルは「そらいろ＊みずいろ＊こいのいろ」。
『BLUE』の舞台となる背景は広島県の尾道市で主に取材をしたと語っているが、実際舞台は尾道市ではなく、「尾道っぽい南の方の島である」と述べている。
作者が当初は3巻ぐらいまで連載を続けたいと願っていたため、2010年11月に4巻が発売となり、「本当に嬉しかった」と述べている。
同作品で単行本は全8巻まで刊行され、2012年現在では千葉の最長連載作品となっている。

## ストーリー
――目の前に広がる青の世界。君たちの存在はこの青に似てる。深く優しく透明な、本物のBLUE…。
主人公一戸美海は、東京で先生に失恋し、3年ぶりに生まれ育った小さな島に帰郷する。迎えてくれたのは、小さな頃から幼馴染で一緒に育ってきた、月島ヒカリ、筧陽介、真鍋菫。帰郷はしたが、失恋や自分のお母さんとのことで心の傷を癒せない日々が続き、「もう誰とも恋なんてしない」と決めていた美海。しかしそこへ「ずっと好きだった」とヒカリが告白。そこから徐々に友情のはずだった4人の関係が、やがて恋に変わってしまい…?

## 登場人物
一戸美海（いちと みみ）
声 - 川澄綾子（2010年『最強のちやほやフェア』恋バナ生電話）
中学2年生の頃、東京へ転校。しかしその3年後、先生に失恋してしまい、故郷である島に帰郷する。帰郷後は陽介の民宿に住まわせてもらっている。父と母は幼い頃に離婚しており、母との仲も修復できなくなっている。そんな中、ヒカリに告白されるが…?
月島ヒカリ（つきしま ヒカリ）
小さい頃からずっと美海が好きだったが、後に美海が転校。自分の想いを告げられなかったことを悔やんでいて、帰郷した美海に告白をする。明るい性格でクラスの人気者だが、一直線過ぎて少々バカなところもある。
筧陽介（かけい ようすけ）
クールな性格のイケメンで、実家は民宿を営んでいる。小さい頃の初恋は、ヒカリと同じで美海が好きだった。後にある人物へ決して叶わない恋をするようになるが…?
真鍋菫（まなべ すみれ）
優しく友達思いで、実家はボロボロだがカラオケ店を経営している。ヒカリが美海を好きな気持ちにはずっと気付いていたが、自分の気持ちを隠すことはできなくて…?

## 書誌情報
- 千葉コズエ 『BLUE』 小学館〈フラワーコミックス〉、全8巻
  1. 2010年1月26日発売、ISBN 978-4-09-133030-7
  2. 2010年4月26日発売、ISBN 978-4-09-133224-0
  3. 2010年8月26日発売、ISBN 978-4-09-133344-5
  4. 2010年11月26日発売、ISBN 978-4-09-133524-1
  5. 2011年2月25日発売、ISBN 978-4-09-133683-5
  6. 2011年6月24日発売、ISBN 978-4-09-133848-8
  7. 2011年9月26日発売、ISBN 978-4-09-134054-2
  8. 2011年12月26日発売、ISBN 978-4-09-134156-3